# Omar Paša Latas
Omar Paša Latas také známý jako Mihajlo Latas či Omar Pasha, Omer Pascha, Pascha Qmer, Ömer Lȗtfî Pascha (24. listopadu 1806 Janja Gora, obščina Plaški – 18. dubna 1871 Konstantinopol) byl turecký polní maršál a guvernér.

## Život
Narodil se jako Mihajlo Latas v řecko-katolické rodině ve vsi Janja Gora (tehdy součást Rakouského císařství, dnes Chorvatsko). Jeho otec Petar sloužil v rakouské armádě. Jeho strýc byl řecko-katolický kněz. Po ukončení školy v Gospići přešel na vojenskou školu v Zadaru a v Ogulinu byl přijat jako kadet do rakouského vojska. V roce 1823 uprchl do tehdy turecké Bosny. V roce 1828 konvertoval z křesťanství na islám a přijal jméno Omar.

### Kariéra
Byl jmenován lektorem na turecké vojenské akademii v Konstantinopolu, kde byl jeho žákem Abdülmecid I. V hodnosti majora dělal pobočníka polskému generálovi Wojciechu Chrzanowskému, který reorganizoval tureckou armádu. V roce 1839 se stal plukovníkem a sultán Abdülmecid I. jej jmenoval pašou. Když v roce 1848 vypukly nepokoje v dunajských knížectvích obsazených Turky, obsadil je společně s Rusy a zůstal jako vojenský guvernér v tehdy turecké Bukurešti až do dubna 1850, poté potlačil povstání v Bosně. Velel turecké armádě v krymské válce (1853–56).